# Psykiatriska Riksföreningen för Sjuksköterskor
Psykiatriska Riksföreningen för Sjuksköterskor (PRF) är en yrkesorganisation för sjuksköterskor verksamma inom det psykiatriska vård- och omsorgsområdet. Föreningen grundades 1964 under namnet Psykiatriska Rikssektionen. Föreningen ger ut vårdtidskriften Psyche.